# Theodor Avé-Lallemant

Theodor Avé-Lallemant

Johann Theodor Friedrich Avé-Lallemant (* 2. Februar 1806 in Magdeburg; † 9. November 1890 in Hamburg) war ein deutscher Musiklehrer, Musikkritiker und Musikschriftsteller.

## Biographie

### Familiärer Hintergrund

Wilhelmine Avé-Lallemant geb. Jauch (1809–1893) gewidmetes Porträt Peter Tschaikowskys,
1888 in Hamburg aufgenommen

Avé-Lallemant war der Sohn des Musikpädagogen Johann Heinrich Jacob Dionysius Avé-Lallemant (1776–1852) und dessen Ehefrau Friederike Marie Canier (1783–1857), Hugenottin und Nachfahrin des Admirals Gaspard II. de Coligny, seigneur de Châtillon (1519–72) (10 Kinder, 6 Söhne 4 Töchter). Sein Onkel war der Pianist und Domorganist Friedrich Avé-Lallemant (1774–1853), der bereits mit Louis Ferdinand von Preußen musiziert hatte.
Der Arzt und Südamerikaforscher Robert Christian Avé-Lallemant, der Kriminalist und Schriftsteller Friedrich Christian Benedikt Avé-Lallemant und der Pastor Friedrich Avé-Lallemant waren seine Brüder. Er war seit 1840 verheiratet mit Wilhelmine Jauch, mit der er sechs Kinder hatte. Der Sohn Carl Robert (1850–1896), der 1894 die Hilfsexpedition für das Erdbebengebiet Tovar (Mérida) in Venezuela leitete, war Patenkind von Robert Schumann, der Sohn Johannes Friedrich Bernhard (1855–1911) war Patenkind von Johannes Brahms. Die Tochter Emilie Elisabeth (1846–1921) heiratete den Assekuradeur Paul Clemens Duncker (1840–1909), Enkel von Johann Georg Kerner, Großneffe von Justinus Kerner und Cousin zweiten Grades von Wilhelm Hauff.

### Ausbildung und frühe Jahre
Avé-Lallemant begann 1815 mit dem Musikunterricht. Ab 1824 wurde er in Greifswald durch den dortigen Stadtmusikus unterrichtet. In Lübeck wurde er mit den Malern Otto und Erwin Speckter bekannt, von denen Otto ihn in die Häuser des Lübecker Syndicus Curtius und des Konsuls Christian Adolf Nölting einführte. Dem Drängen, nach Hamburg umzusiedeln, entsprach er 1828. Dort verkehrte er im Haus des kunstsinnigen Großbürgers Johann Christian Jauch senior und lernte hier seine Frau, dessen Tochter, kennen.

### Wirken in Hamburg

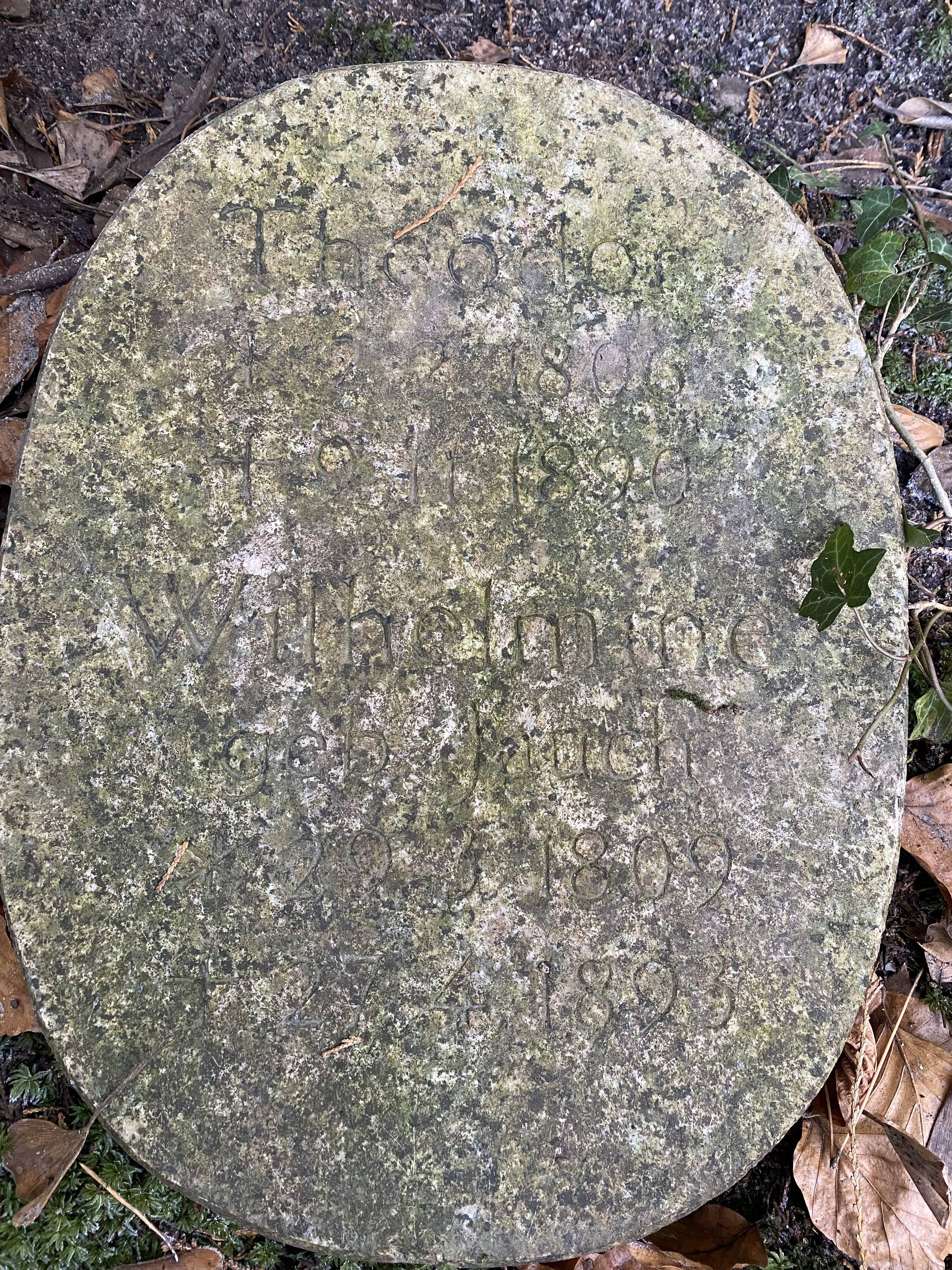
Kissenstein auf dem Nienstedtener Friedhof

Seit 1838 war Avé-Lallemant Mitglied, in der Folge Erster Vorsitzender des Comités für die Philharmonischen Konzerte und stand „durch länger als ein Menschenleben“ (Berthold Litzmann) im Mittelpunkt der dortigen musikalischen Bestrebungen. Zuvor als Musiklehrer und Musikschriftsteller tätig – er selbst bezeichnete sich als „Tonkünstler“ und „Musikant“ –, erlaubte es ihm seine Eheschließung mit der wohlhabenden Wilhelmine Jauch, sich ab 1840 ganz dem Wohl des Hamburger Musiklebens zu widmen. 1841 war er die zentrale Figur auf dem dritten Norddeutschen Musikfest, damals das größte Musikfestival Deutschlands. 1847 gehörte er zu den Mitbegründern des Hamburger Tonkünstlervereins. Als er 1890 starb, war er ältestes Mitglied des Comités, dem er 52 Jahre lang angehört hatte, und das seiner in einer Feierstunde in der Philharmonie gedachte. Avé-Lallemant wurde in der Familiengrabstätte auf dem Nienstedtener Friedhof beigesetzt. Dort erinnert ein Kissenstein an ihn und seine Frau.
Avé-Lallemant war Freund von Johannes Brahms und Robert Schumann. 1862/63 scheiterte Avé-Lallemant mit seinem Versuch, Brahms den Direktorenposten der Philharmonischen Konzerte zu verschaffen, zumindest aber Brahms als Chormeister der Singakademie durchzusetzen. Obgleich sich Brahms um diese Stellen nie offen beworben hatte, war er tief verletzt, dass ihm Julius Stockhausen vorgezogen worden war. 1863 verließ Brahms Hamburg und nahm das Angebot an, Chormeister der Wiener Singakademie zu werden. Der Vorgang belastete das freundschaftliche Verhältnis zu Avé-Lallemant jahrelang empfindlich. Pjotr Tschaikowski lernte Avé-Lallemant 1888 kennen. Tschaikowski widmete ihm seine am 15. März 1889 in Hamburg aufgeführte Fünfte Symphonie e-Moll. Hans von Bülow widmete ihm 1860 seinen Chant polonais Opus 12.

### Drittes Norddeutsches Musikfest

Festhalle
Konzert in der Festhalle
Konzert in der Michaeliskirche
Tivolifest St. Georg
Elbfahrt
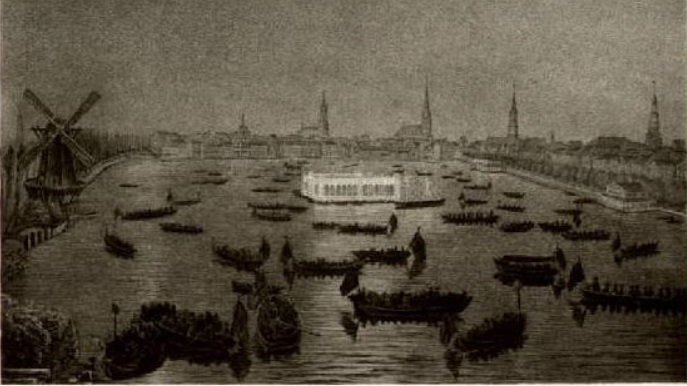
Alsterfahrt

## Nachlass

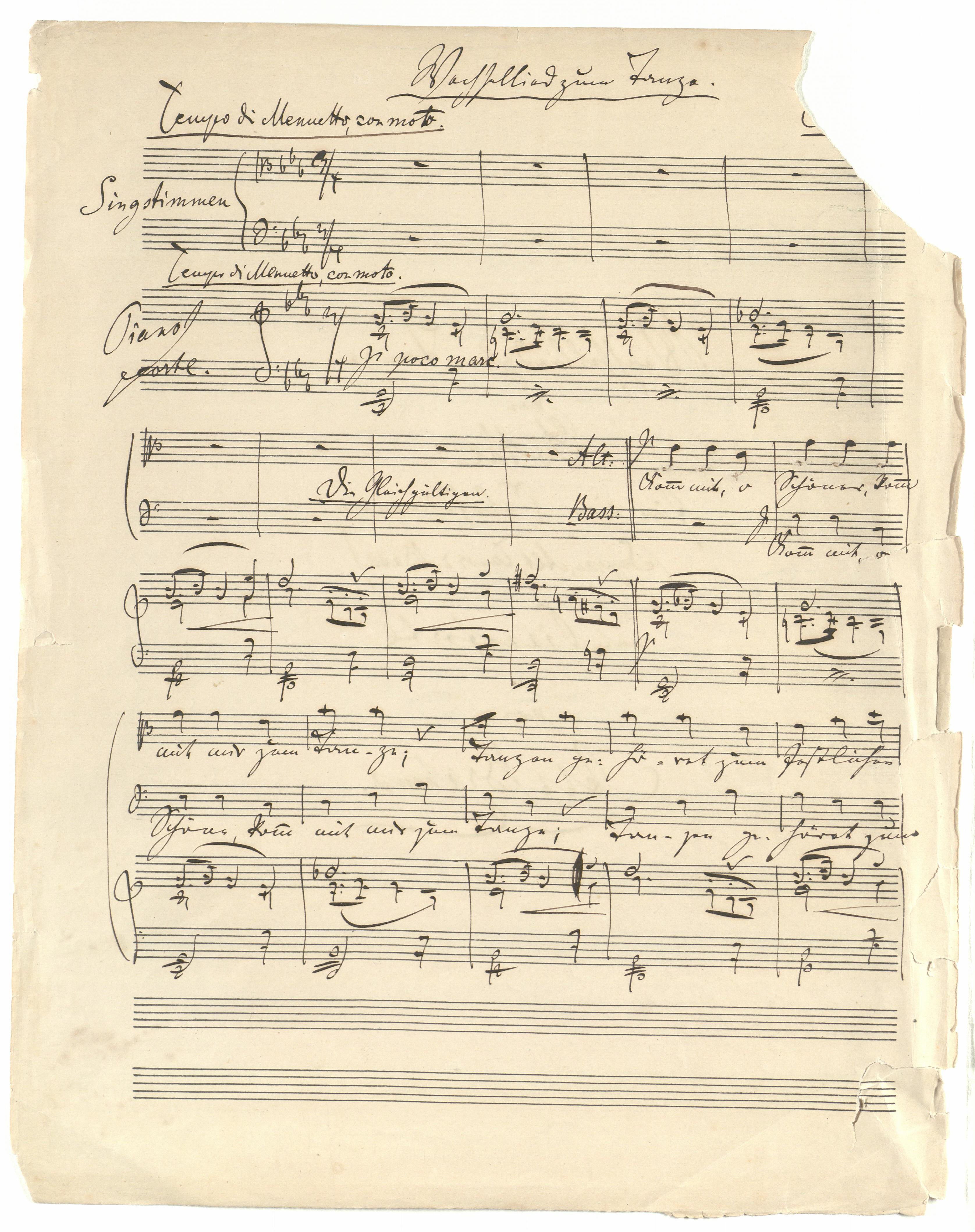
Brahms-Autograph (Wechsellied zum Tanze op. 31,1) aus dem Nachlass Avé-Lallemants

Mit Hilfe der Kulturstiftung der Länder hat das Brahms-Institut an der Musikhochschule Lübeck 2001 zahlreiche Musikhandschriften bedeutender Komponisten und Briefe Theodor Avé-Lallemants aus dem Familien-Archiv Avé-Lallemant für seine Autographen-Sammlung erworben.
Weitere Handschriften und Musikdrucke aus in Familienbesitz verbliebenen Nachlassteilen wurden 2010 von der Staats- und Universitätsbibliothek Hamburg erworben, darunter auch Briefe von Brahms, Clara und Robert Schumann, Joseph Joachim und Tschaikowsky sowie ein fragmentarischer Teil des bislang unbekannten Autographs zu Brahms’ Wechsellied zum Tanze (op. 31, 1).

## Zitate
„Auch in Hamburg machte ich wieder einige ebenso interessante wie angenehme Bekanntschaften. Vor allem nenne ich den Ersten Vorsitzenden der Philharmonischen Gesellschaft, den hochbetagten Herrn Avé-Lallemant. Der verehrungswürdige, über achtzigjährige Greis erwies mir eine geradezu väterliche Zuneigung. … Ich ließ es mir nicht nehmen, diesen guten alten Herrn mehrmals zu besuchen. Man merkte sofort, daß er die Musik leidenschaftlich liebt und von dem bei alten Menschen oft zu beobachtenden Widerwillen gegen alles Moderne vollkommen frei ist.“

„Man saß an kleinen Tischen; Tschaikowsky hatte den Ehrenplatz neben einem vornehmen Greis, Herrn Ave-Lallemant, erstem Vorsitzenden der Gesellschaft. Der zarte Alte gefiel ihm außerordentlich gut; ...“

„Zu Tisch bei Lallemant, der eine sehr angenehme gebildete Frau hat ...“